# Aloe pronkii
Aloe pronkii är en grästrädsväxtart som beskrevs av Lavranos, Rakouth och T.A.Mccoy. Aloe pronkii ingår i släktet Aloe och familjen grästrädsväxter. Inga underarter finns listade i Catalogue of Life.